# Anthonie Hals

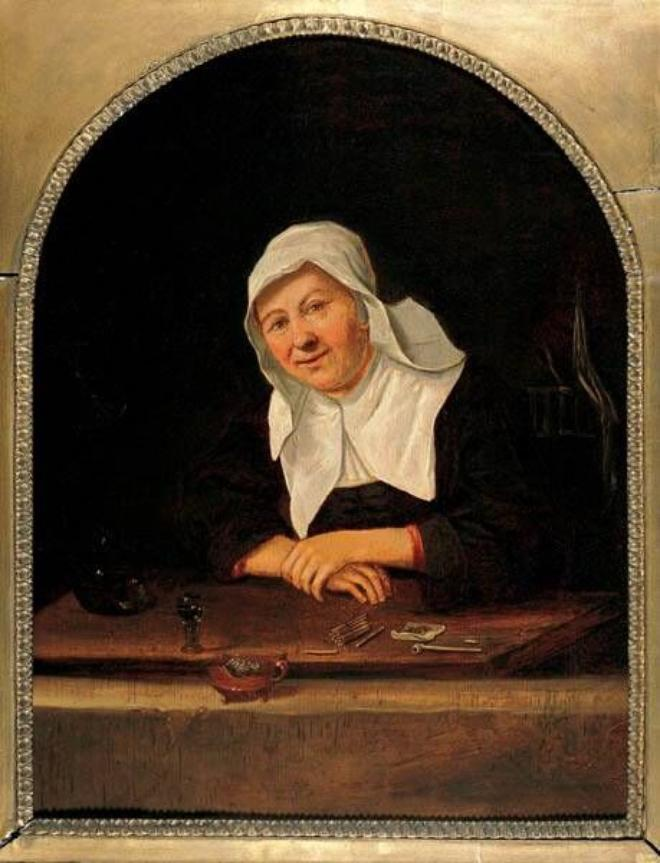
Anciana asseguda darrere d'una taula, oli sobre taula, 38,3 x 30 cm, Haarlem, Frans Hals Museum.

Anthonie Dircksz. Hals (Haarlem, 1621-1691) fou un pintor barroc neerlandès.
Fill de Dirck Hals i d'Agneta Jansdr., va ser batejat el 19 d'octubre de 1621. Deixeble del seu pare, consta que el 1660 es trobava inscrit en el gremi de Sant Lluc de Haarlem, encara que s'ignora l'any del seu ingrés. El novembre de 1669 es trobava a Amsterdam amb el seu cosí Reynier Hals ocupat en l'inventari i taxació dels béns de Martinus Saeghmolen. Va ser enterrat a Haarlem el 25 de gener de 1691.
Dedicat com el seu pare a la pintura de gènere, de la seva mà es coneix una Anciana asseguda darrere d'una taula, taula retallada en forma de mig punt imitant una finestreta de la qual treu el cap l'anciana dependenta, tractada amb una tècnica abocetada que recorda la manera de treballar del seu cosí Harmen Hals.